# Internationaler Fritz Kreisler Wettbewerb
Der Internationale Fritz Kreisler Wettbewerb ist ein Musikwettbewerb für Geige. Die erste Veranstaltung fand 1979 in Wien  statt. Der Wettbewerb wird alle vier Jahre im Wiener Konzerthaus ab Ende September ausgetragen. Die Fritz Kreisler Gesellschaft ist der Veranstalter. Die sechs Finalisten erhalten gestaffelte Geldpreise zwischen vier- und zwölftausend Euro. Die ersten drei Preisträger spielen im Finale gemeinsam mit den Wiener Symphonikern und erhalten noch weitere Förderung durch Konzertauftritte und CD-Aufnahmen. Gewinner des ersten Preises erhalten – bei entsprechenden höchster Qualität – einen Soloauftritt mit den Wiener Symphonikern bei den Salzburger Festspielen.
Im Jahr 1980 erfolgte der Beitritt in die World Federation of International Music Competitions.